# 一徹 (AV男優)
一徹（いってつ、1979年2月21日 - ）は、日本のAV男優。鈴木一徹名義でも活動する。

## 来歴
- 2004年頃、中央大学在学時に公認会計士試験の勉強中に見つけた汁男優募集をきっかけに、AV男優を始める。汁男優から単体男優に成り上がる[1]。
- 2008年11月、Love Body 1st（女性向け作品）で、初めて女性向けアダルトビデオに出演する。
- 2009年2月、代々木忠監督のザ・面接シリーズに出演。以降、レギュラーメンバーとなる。VOL.107 - VOL.125まで出演。
- 2009年7月、an・anSEX特集号のDVD（SILK LABO監修）に出演。これをきっかけに一般女性に大ブレークし、人気AV男優となった。
- 2009年に結婚。三児の父。
- 2012年8月1日、SILK LABO専属AV男優となる[2][3]。
- 2016年8月1日、SILK LABOとGIRL'S CHのW専AV男優となる。
- 2017年1月末をもってSILK LABOとGIRL'S CHのW専属を卒業。
- 2018年2月21日、自身初のAV監督レーベル RINGTREE を立ち上げ、GIRL'S CH（女性向けアダルトサイト）で動画配信を開始する[4]。

## 配信限定

### SILK LABO
2012年
- COCOON -first one step- (SILK LABO、2012年09月20日配信開始）
- COCOON -sex friend- (SILK LABO、2012年09月20日配信開始）
- COCOON -make peace- (SILK LABO、2012年11月20日配信開始）
- COCOON -therapy- (SILK LABO、2012年12月20日配信開始）

2013年
- COCOON -tickle fun- (SILK LABO、2013年04月25日配信開始）
- COCOON -Be quiet!- (SILK LABO、2013年07月18日配信開始）
- COCOON -Lost Virgin- (SILK LABO、2013年08月08日配信開始）
- COCOON -Temptation- (SILK LABO、2013年08月08日配信開始）

2014年
- COCOON -hurry up!- (SILK LABO、2014年04月10日配信開始）
- COCOON -jealous- (SILK LABO、2014年05月22日配信開始）

2015年
- COCOON -special day- (SILK LABO、2015年04月23日配信開始）
- COCOON - silent night- (SILK LABO、2015年06月18日配信開始）
- COCOON-homely- (SILK LABO、2015年11月26日配信開始）

2016年
- COCOON - worrier- (SILK LABO、2016年01月21日配信開始）
- COCOON-forgive me- (SILK LABO、2016年02月18日配信開始）

### GIRL'S CH
2013年
- 韓流の夜（GIRL'S CH、2013年01月14日配信開始） - 岩井志麻子監督作品

2014年
- RED SHOES（GIRL'S CH、2014年10月03日配信開始） - 中島知子監督作品

2015年
- 彼女の親友を好きになっちゃった俺（GIRL'S CH、2015年05月02日配信開始） - アキノリ監督作品
- 兄嫁に夜這いされた俺（GIRL'S CH、2015年05月16日配信開始） - アキノリ監督作品
- Re：逢いたい（GIRL'S CH、2015年05月30日配信開始） - アキノリ監督作品
- 突然夜這いしに行く一徹（GIRL'S CH、2015年06月13日配信開始） - アキノリ監督作品
- パラレルキス（GIRL'S CH、2015年07月04日配信開始）

2017年
- 【自撮りエッチ】一徹×清楚系な女の子 無理やり強引にされてみたい（GIRL'S CH、2017年07月28日配信開始） - GIRL'S CH独占配信
- 【自撮りエッチ】一徹×SM好きな女の子 ドMな私、責めまくられたい（GIRL'S CH、2017年07月28日配信開始） - GIRL'S CH独占配信
- 【自撮りエッチ】一徹×Sな女の子 感じまくっている男性の顔が見たい （GIRL'S CH、2017年07月28日配信開始）- GIRL'S CH独占配信
- 完璧な男 ～一徹～ 社長編（GIRL'S CH、2017年08月25日配信開始）
- 完璧な男 ～一徹～ ドクター編（GIRL'S CH、2017年08月25日配信開始）
- ほっとけない男 ～一徹～ 後輩編（GIRL'S CH、2017年08月25日配信開始）
- ほっとけない男 ～一徹～ 患者編（GIRL'S CH、2017年08月25日配信開始）

### RINGTREE
2018年
- #1 Yuu（GIRL'S CH、2018年02月21日配信開始）
- ＃2 Emiru（GIRL'S CH、2018年03月07日配信開始）
- ＃3 Michiru（GIRL'S CH、2018年03月20日配信開始）
- ＃4 Chisato（GIRL'S CH、2018年04月04日配信開始）
- ＃5 Yuuna（GIRL'S CH、2018年11月21日配信開始）
- ＃6 Meiko（GIRL'S CH、2018年11月28日配信開始）
- ＃7 Kana（GIRL'S CH、2018年12月05日配信開始）
- ＃8 Nanako（GIRL'S CH、2018年12月12日配信開始）

### VR作品
2018年
- ふぇちずる〜む 一徹VR（360Channel）

## 映画
- YOYOCHU SEXと代々木忠の世界（2011年1月22日(土)公開）

## 舞台
- ロミオとジュリエットですが… （劇団Rexy、2015年11月上演） - 鈴木一勝 役[5]

## 出演番組

### テレビ番組
- 有吉ジャポン（TBS）
  - エロメン・一徹（2013年3月29日）
  - 都会の果てまで行って温！温泉レポート（2013年5月03日）
- GTO完結編〜さらば鬼塚! 卒業スペシャル〜（フジテレビ、2013年4月2日）
- 大堀恵のLOVEクリニック（NOTTV、2013年9月1日 - ）
- ハーフタイム（TOKYO MX、2013年9月11日）
- ノンストップ!（フジテレビ、2013年11月07日）
- アウト×デラックス（フジテレビ、2014年02月13日）
- 大久保じゃあナイト（TBS、2014年02月22日）
- 大久保セブン（関西テレビ、2014年02月23日）
- リバースエッジ 大川探偵事務所（テレビ東京、2014年04月25日）
- 今週のスポットライト[6][7]（関西テレビ、2014年08月19日）
- おーくぼんぼん（TBS、2014年09月19日)
- ハックツベリー（テレビ東京、2014年11月08日)
- ごきげんよう（フジテレビ、2015年05月05日）
- 5時に夢中!（TOKYO MX）
  - 2015年06月09日
  - 2016年1月5日
  - 2016年1月19日
- 白熱ライブ ビビット（TBS、2015年06月09日）
- オンナの解放区（BSジャパン、2015年06月19日）
- BOOKSTAND.TV（BS12、2016年01月15・22日）

### ラジオ番組
- Blue Ocean（TOKYO FM、2013年09月10日、2014年05月12日)
- エレ片のコント太郎 (TBSラジオ、2014年12月13日)
- ためになるラジオ（FMヨコハマ、2015年07月17日）

### ウェブテレビ
ニコニコ生放送
- 2011年1月26日 『ニコニコ生放送』放送作家「鈴木おさむ」のニコニコ企業案内#2 に、月野帯人・ムーミンとともに出演。
- 2012年8月31日 『ニコニコ生放送』SILK LABO presents 女子限定！教えてエロメン★女の子のための「オトナの保健体育」【ライト】 に月野帯人とともに出演。
- 2012年9月1日 『ニコニコ生放送』一徹×月野帯人×大槻ひびき出演！SILK LABO presents 女子限定！教えてエロメン★女の子のための「オトナの保健体育」 に月野帯人・大槻ひびきとともに出演。
- 2013年7月～隔週月曜日22時『EROMEN LABO』SILK LABOで活躍するエロメン達による視聴者とお話ししていくトークバライティに出演中。「オトナのお悩み相談」「エロメンの囁き」など多くの人気企画がある。

#### Abema TV
- イケメン好きが集まるBAR２（2017年1月28日 20:00〜22:00生放送）　MC博多大吉のアシスタントとして出演。

- 今夜、釈明しますm(_ _)m（2017年6月24日、AbemaTV SPECIAL2チャンネル）[8]

#### AGARU TV
- いってちゅう♡（2018年6月〜2019年6月）※MCレギュラー番組

## 出版物

### 雑誌
- 『本当にあった笑える話Pinky』(ぶんか社、毎月21日発売）にてコラム「鈴木一徹のパパはえぇぶいだんゆう。」を連載中。
- 女性向け高収入求人情報フリーマガジン『ユカイライフ6月号』にてインタビューグラビア （C's、2012年6月7日発行）- 配布終了。

### 書籍
- 『恋に効く SEXセラピー』（KADOKAWA/メディアファクトリー 、2014年01月31日発売)
- 『セックスのほんとう』（ハフポストブックス 、2019年06月28日発売)

### 写真集
- 写真集『一徹 ittetsu first photo book』（SILK LABO、2012年08月09日発売）- 数量限定。
- 『いってちゅ。Ittetsu　photo　book』（扶桑社、2013年11月30日発売）
- 『一徹写真集　Caramel』（KADOKAWA / メディアファクトリー 、2014年04月25日発売)
- 『SHARE HOUSE + YOU』（双葉社 、2014年07月19日発売)
- 写真集『一徹 ittetsu first photo book』（SILK LABO、2015年04月08日発売）-電子書籍で再版）
- イケメソ男子[9] （リブレ出版、2015年2月13日発売）
- 『めぐる。』(2017年9月28日)

### カレンダー
- ミニカレンダー『鈴木一徹 卓上ミニカレンダー2011』（Love Body、2010年12月15日発売）
- カレンダー『鈴木一徹 Original Calendar 2012』（Love Body、2011年11月21日発売）

## イベント
- SILK LABO 1st Anniversary SUMMER FES 2010 in 阿佐ヶ谷LOFT A （2010年9月5日、阿佐ヶ谷LOFT A） - 18歳以上の女性限定イベント[10]。
- S・S・R（セックス・スピード・ロックンロール）第1回（2010年12月3日、ロフトプラスワン） - 18歳以上限定イベント。
- SILK LABO WINTER FES 2010（2010年12月11日、阿佐ヶ谷LOFT A） - 18歳以上の女性限定イベント。
- 女子限定！ 鈴木一徹クンと愛を語ろう！（2011年2月9日、銀座シネパトス） - 映画『YOYOCHU SEXと代々木忠の世界』の公開記念イベント。18歳以上の女性限定[11]。
- 東日本大震災チャリティーイベント 代々木忠＋面接軍団　暴走！ 暴言！ 大暴露！（2011年4月12日、ロフトプラスワン） - 18歳以上限定イベント[12]。
- SILK LABO「恋するサプリ－年下の彼－」発売イベント（2011年9月10日、秋葉原M's studio） - 18歳以上の女性限定イベント。
- 鈴木一徹くんと過ごすクリスマス☆in m’studio（2011年12月24日、秋葉原M's studio） - 18歳以上の女性限定イベント[13]。
- 第2回 東日本大震災チャリティーイベント代々木忠＋面接軍団「みんな、つながろう！」（2012年3月12日、ロフトプラスワン） - 18歳以上限定イベント[14][15][16]。
- S・S・R（セックス・スピード・ロックンロール）第2回！（2012年4月6日、ロフトプラスワン） - 18歳以上限定イベント。
- SILK LABO SPRING FES 2012 ～in Naked Loft～ （2012年5月26日、Naked Loft） - 18歳以上の女性限定イベント[17]。
- SILK LABO present's Ittetsu♡Paradise vol.1 ～in Asagaya/Loft A～ （2012年10月6日、阿佐ヶ谷LOFT A） - 18歳以上の女性限定イベント。

## インタビュー
- イケメンAV男優・鈴木一徹クンが○○しちゃう、女性向けDVDに注目！(2010年3月)
- PeachJoy #13 大・大・大人気 男優・鈴木一徹君インタビュー(2011年9月)
- みんなの☆りれきしょ 鈴木一徹さん(2012年4月)
- 大人気!!イケメン”男優”SpecialInterview　EroMEN　Paradise（てぃんくる (求人情報雑誌)）
- 一徹のこっそり相談室(2015年3月)
- 【オトナのオモチャ相談室】トイズハートアンデルセン講師・一徹（トイズマガジン）

## オンラインサロン
- 電脳喫茶「一徹」(仮)　（GIRL'S CH オンラインサロン、2018年02月01日～）